# G-paritás
A G-paritás a részecskefizika C-paritásának kiterjesztése izospin-multiplettekre. Multiplikatív kvantumszám.

## A C-paritás korlátozottsága
A C-paritás csak olyan semleges részecskékre van értelmezve, amik önmaguk antirészeckéi is egyben, ill. olyan részecskerendszerekre, ahol minden részecske mellett jelen van az antirészecskéje is. Az erős kölcsönhatás viszont nem érzékeli az elektromos töltést, ezért hasznos egy olyan kiterjesztése a C-paritásnak, ami szintén töltésfüggetlen.

## Definíció
A pion triplettben csak a π0-mezonnak van C-paritása. Az erős kölcsönhatás viszont nem tud különbséghet tenni a  π+, π0 és π‒. Általánosíthatjuk a C-paritást úgy, hogy alkalmazható legyen az egész multiplettre:
{\displaystyle {\mathcal {G}}{\begin{pmatrix}\pi ^{+}\\\pi ^{0}\\\pi ^{-}\end{pmatrix}}=G{\begin{pmatrix}\pi ^{+}\\\pi ^{0}\\\pi ^{-}\end{pmatrix}}}
ahol G = ±1 G-paritás sajátértékei. A G-paritás operátorát így definiálhatjuk:
{\displaystyle {\mathcal {G}}={\mathcal {C}}\,e^{(i\pi I_{2})}}
ahol {\displaystyle {\mathcal {C}}} a C-paritás operátora, és I2 az izospin második komponensének operátora. A G-paritás a töltéskonjugáció és egy π rad (180°) forgatás kombinációja az izospintér második tengelye körül. Feltéve, hogy a töltéskonjugáció és az izospin az erős kölcsönhatás szimmetriája, a G-paritás transzformációja is az.

## Sajátállapotai
Mivel a G-paritás egy egész multiplettre hat, a töltéskonjugáció az egész multiplettet neutrális objektumnak kell, hogy lássa. Csak az olyan multiplettek sajátállapotai a G-paritásnak, amelyeknek az átlagtöltése nulla, azaz:
{\displaystyle {\bar {Q}}={\bar {B}}={\bar {Y}}=0}
(ld. Q, B, Y).

## Tulajdonságai
Általában
{\displaystyle G=C\,(-1)^{I}}
ahol C egy C-paritás sajátérték, és I az izospin. Fermion-antifermion rendszerre:
{\displaystyle G=C\,(-1)^{S+L+I}}.
ahol S a teljes spin, L a relatív pálya-impulzusmomentum. Bozon–antibozon rendszerre:
{\displaystyle G=C\,(-1)^{S+I}}.